# شهرستان سوئیت‌واتر (وایومینگ)
شهرستان سوئیت‌واتر، وایومینگ (به انگلیسی: Sweetwater County, Wyoming) یک سکونتگاه مسکونی در ایالات متحده آمریکا است که در وایومینگ واقع شده‌است.

## خصوصیات
شهرستان سوئیت‌واتر ۲۷٬۱۷۱٫۷۲ کیلومترمربع مساحت دارد.